# Albrecht II. z Kolowrat
Albrecht II. z Kolowrat (uváděn 1503–1542) byl příslušník krakovské větve šlechtického rodu Kolovratů, v letech 1540–1542 (podle A. Sedláčka v letech 1531–1542) byl hejtmanem rakovnického kraje.

## Život a rodina
Nejstarší syn Jindřicha Albrechta z Kolowrat (uváděn 1479–1530) a Kateřiny z Vartenberka a Blankensteinu. Někdy před rokem 1542 se pan Albrecht oženil s Barborou hraběnkou Schlikovou (1542–13. květen 1570), dcerou Mikuláše hraběte Schlika a Barbory Schenkové von Trautenberg. Z tohoto manželství vzešel syn Kryštof Jindřich († 2. června 1596) a snad i Bernard († 18. ledna 1576) a dcera Kateřina († 8. listopadu 1581).
Pan Albrecht zemřel roku 1542. Vdova Barbora pak vládla na Všesulově až do plnoletosti svého syna Kryštofa Jindřicha. Albrecht byl pohřben v kostele sv. Martina ve Všesulově, kam byla pohřbena i jeho manželka a pak i jeho děti. Tento chrám se stal na delší dobu pohřebištěm Krakowských z Kolowrat. Zachovalo se v něm pět renesančních kamenných figurálních náhrobků Krakowských z Kolowrat z let 1575, 1576, 1582, 1592 a 1596.

## Majetek
Po otci zdědil spolu s bratry Hynkem a Janem díl Krakovce. V roce 1541 je uváděn jako pán na Kolešovicích, Všesulově, Šípech a Slabcích, dále pak na Rousínově, Vysoké Libyni a Dolanech. Na svůj náklad dal postavit kolem roku 1530 kamennou tvrz v Podmoklech (jihozápadně od Křivoklátu). Dne 10. srpna 1530 došlo k rozdělení zděděného majetku mezi bratry, přičemž Albrecht obdržel Libyni, Krakov, Všesulov, Šípy, Slabce, Rousínov, Bělbožice a pusté 2 lány v Holovousích a s Dolanským dvorem.
Hrad Krakovec zatím zůstal v držení všech tří bratří, přičemž každý obýval jinou jeho část. Roku 1537 začaly ovšem mezi bratry vznikat rozepře, které skončily dne 26. května 1538 tím, že Albrecht postoupil svůj díl na hradě Krakovci s pivovarem, pekárnami, horní krčmou, zahradou a s některými lesy a také rybníčkem, z něhož se vedla voda do hradu, svému bratrovi Janovi, jenž mu dal směnou své díly na lesích sousedících s Albrechtovými lesy. Albrecht pak Krakovec opustil, přesídlil i s celou rodinou do Všesulova, kde dal také postavit tvrz (poprvé je zmiňována k roku 1542) a vytvořil tam centrum nového panství. 